# Mecheri
Mecheri é uma panchayat (vila) no distrito de Salem, no estado indiano de Tamil Nadu.

## Demografia
Segundo o censo de 2001,  Mecheri  tinha uma população de 21,020 habitantes. Os indivíduos do sexo masculino constituem 53% da população e os do sexo feminino 47%. Mecheri tem uma taxa de literacia de 59%, inferior à média nacional de 59.5%: a literacia no sexo masculino é de 66% e no sexo feminino é de 50%. Em Mecheri, 12% da população está abaixo dos 6 anos de idade.